# Lehôtka
Lehôtka (in ungherese Gácsliget) è un comune della Slovacchia facente parte del distretto di Lučenec, nella regione di Banská Bystrica.